# Râul Vaslui, Oltișor
Râul Vaslui este un curs de apă, afluent al râului Oltișor. Cursul superior al râului este cunoscut și sub numele de Râul Văsluieț